# Брама Небес (цвинтар)
Цвинтар «Брама Небес» (англ. Gate of Heaven Cemetery) — римсько-католицький цвинтар у США. Знаходиться приблизно за 25 миль на північ від Нью-Йорка в окрузі Вестчестер, штату Нью-Йорк.

## Історія
Цвинтар «Брама Небес» відкритий в 1917 році.

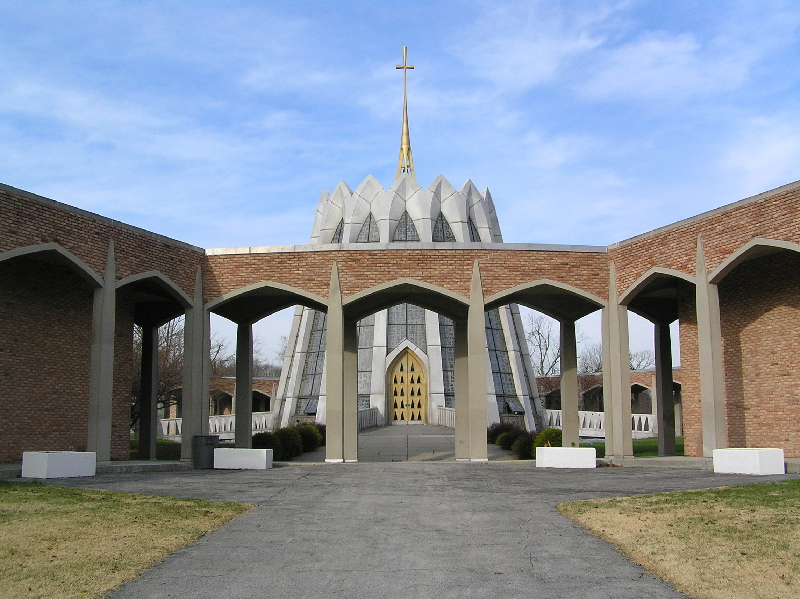

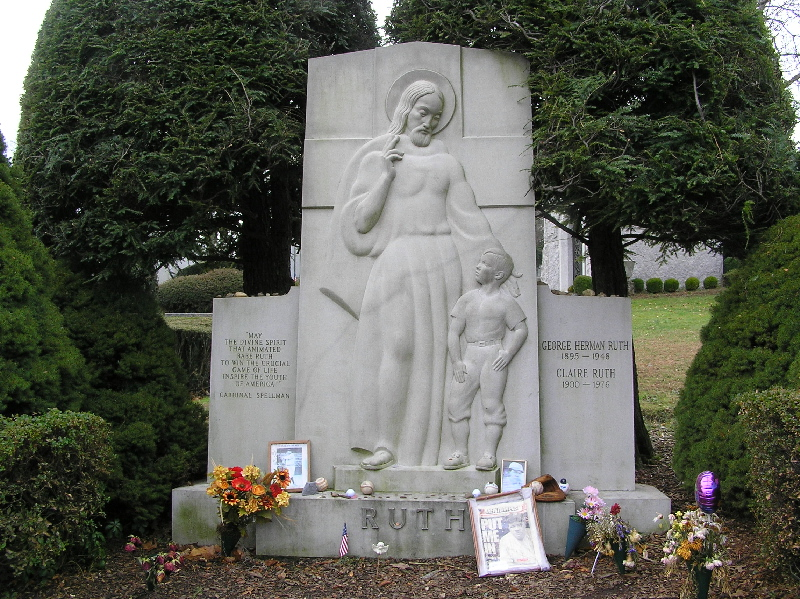
Могила Бейб Рут

## Світлини

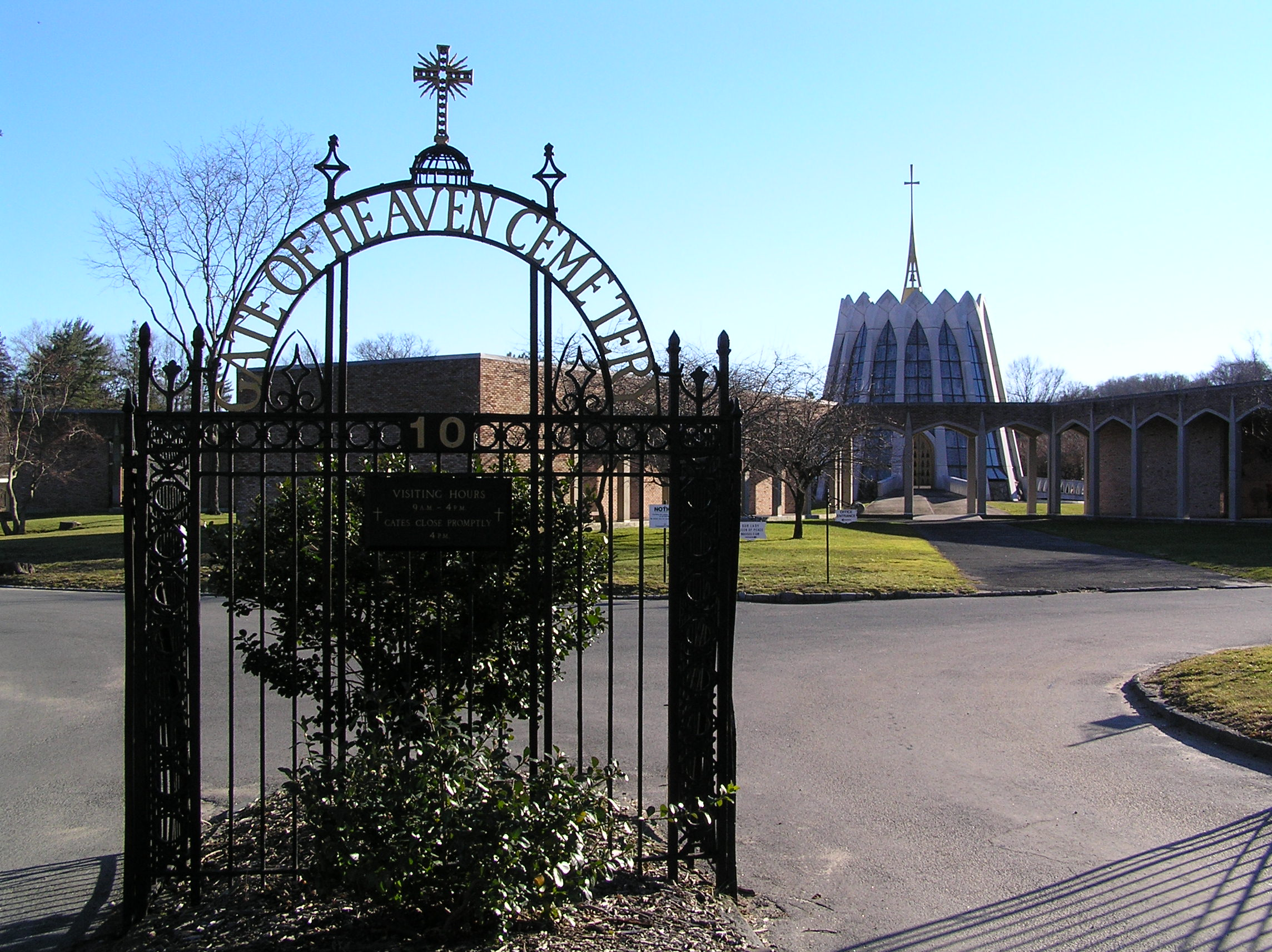
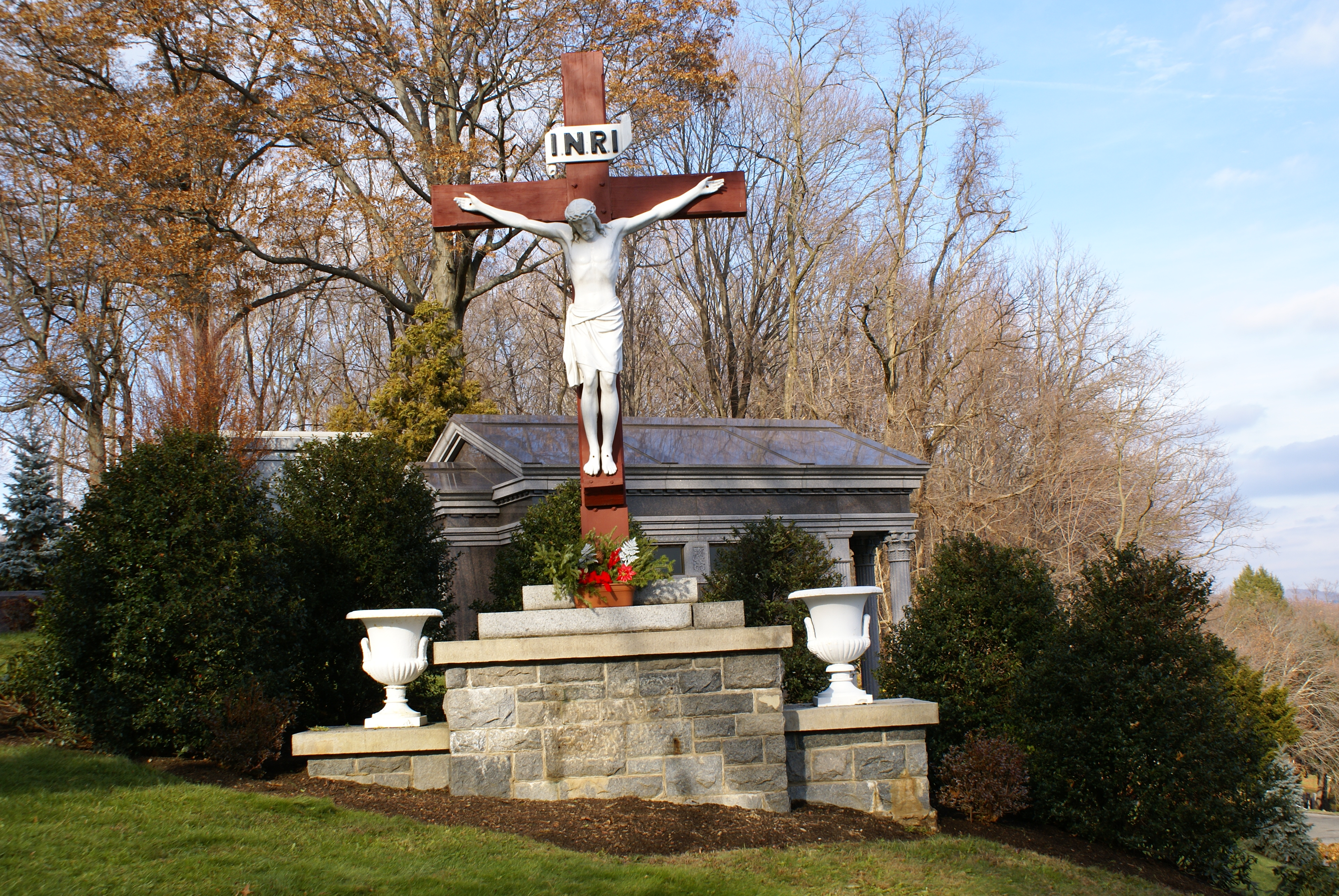
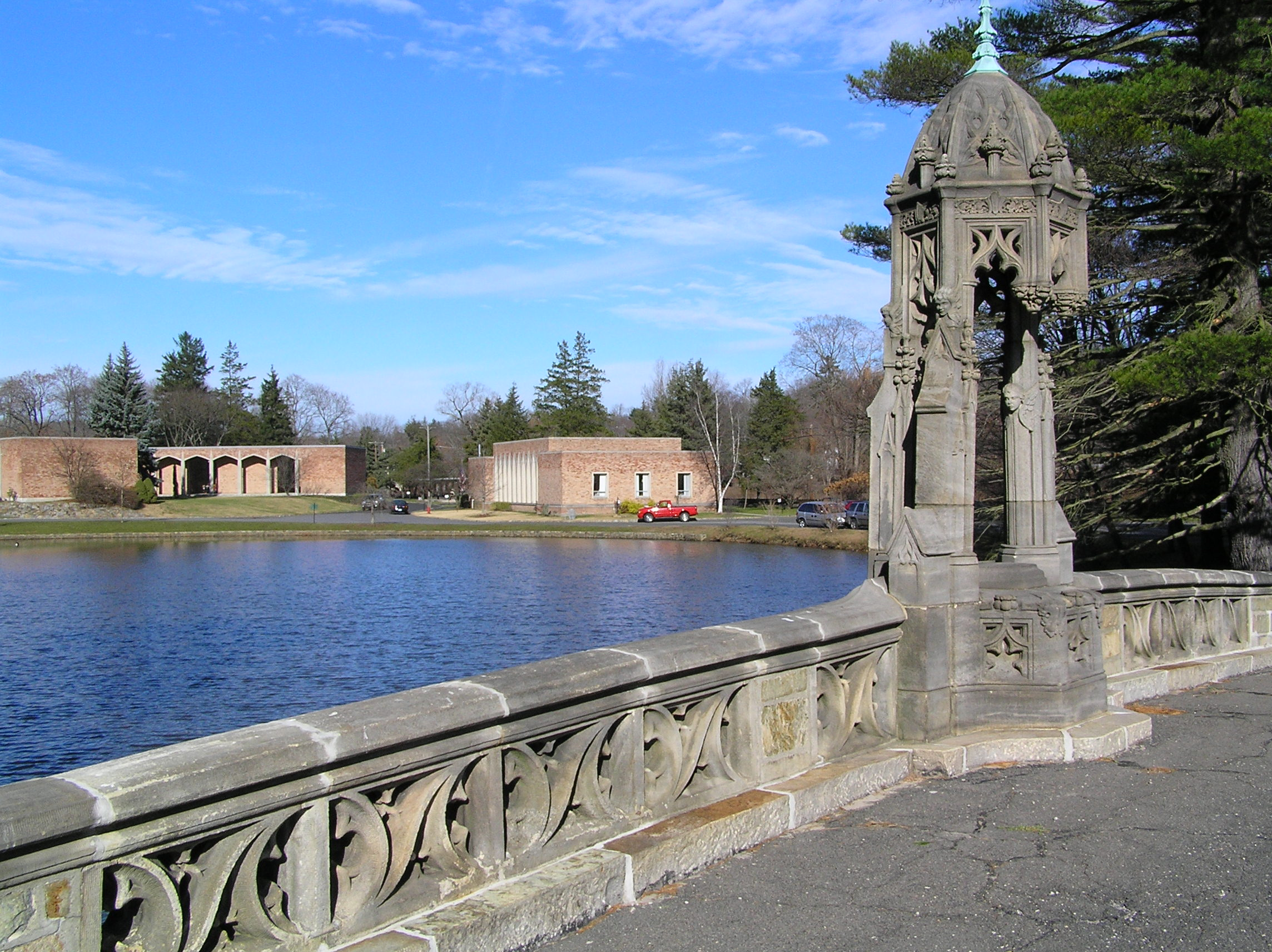
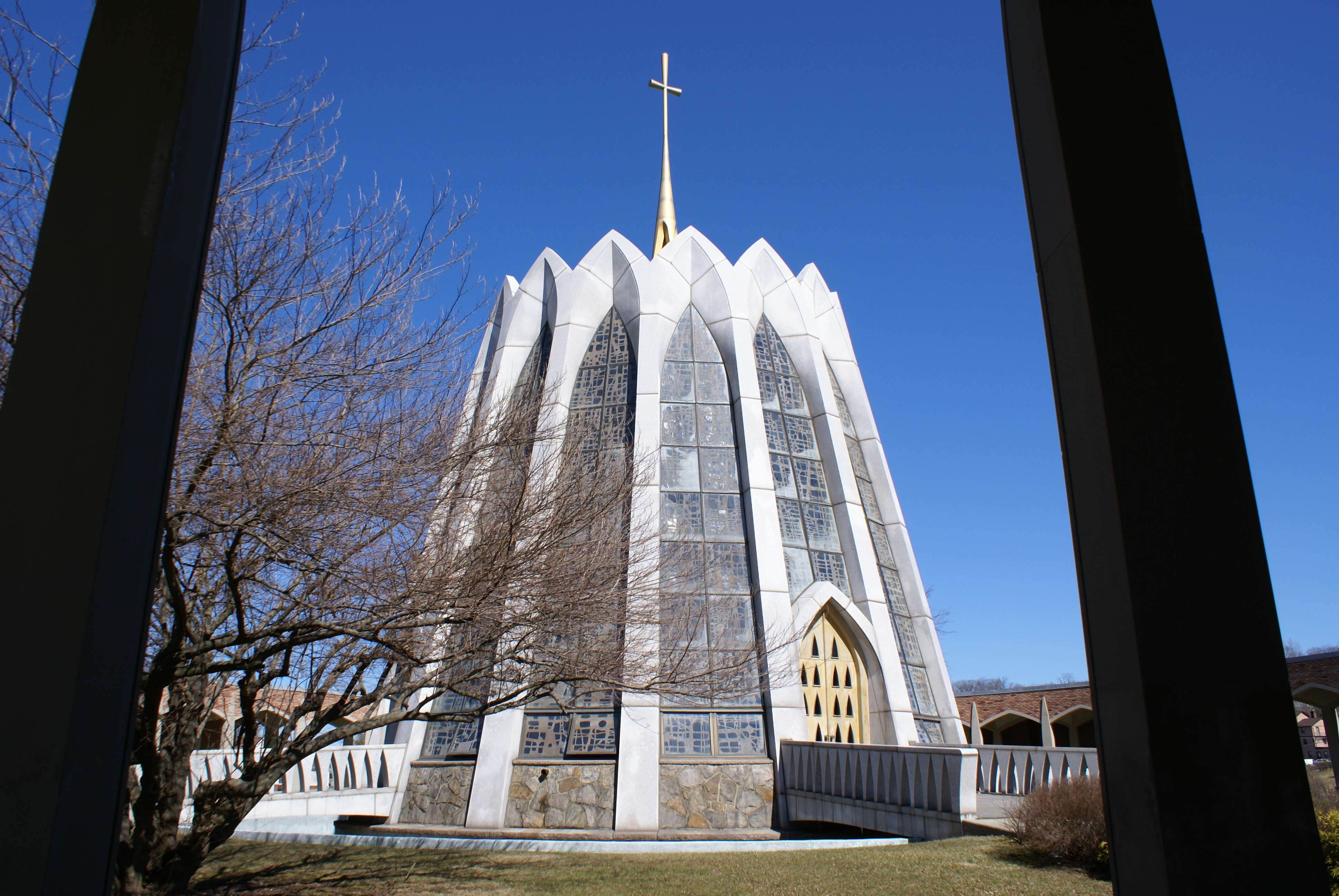
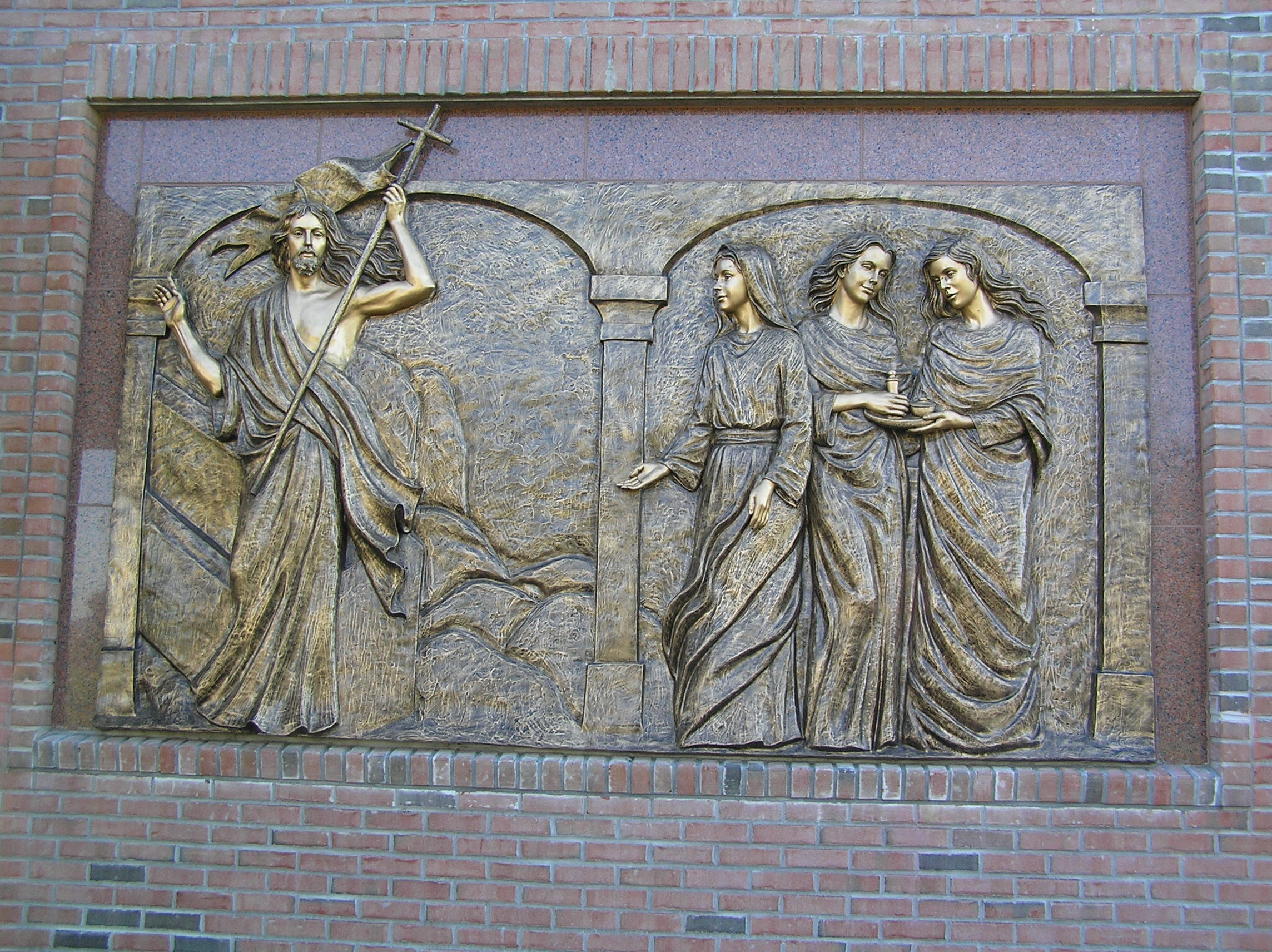
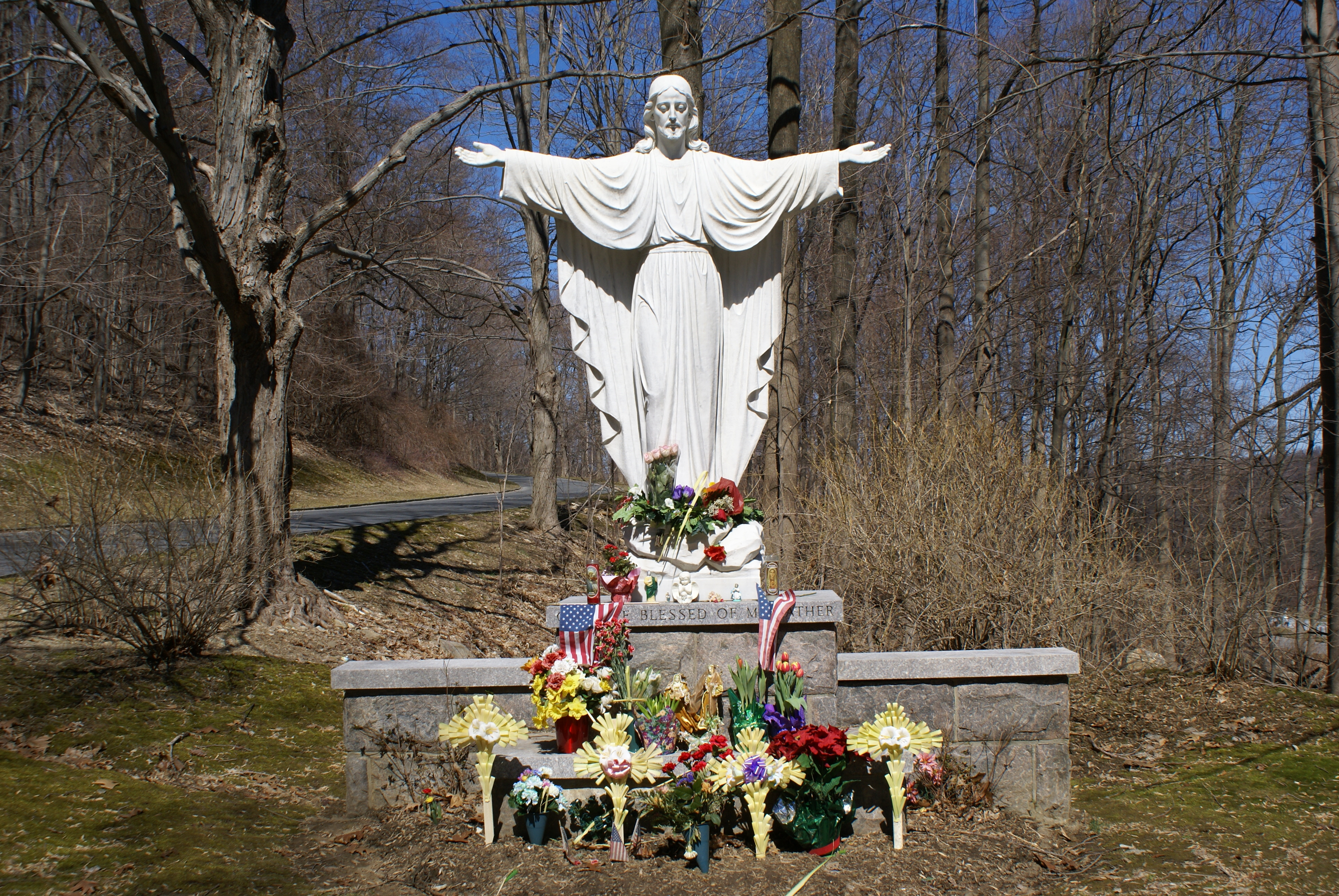
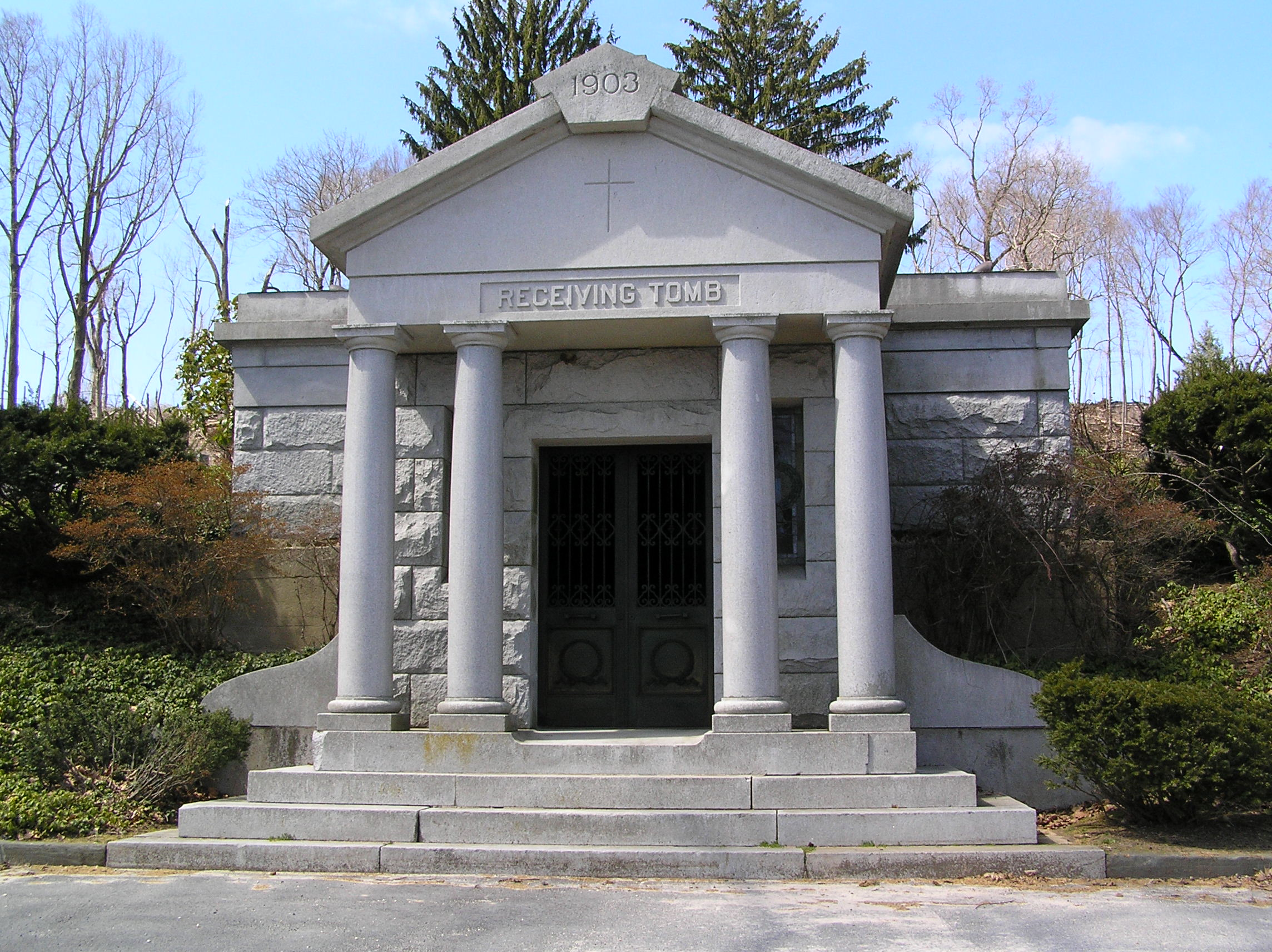
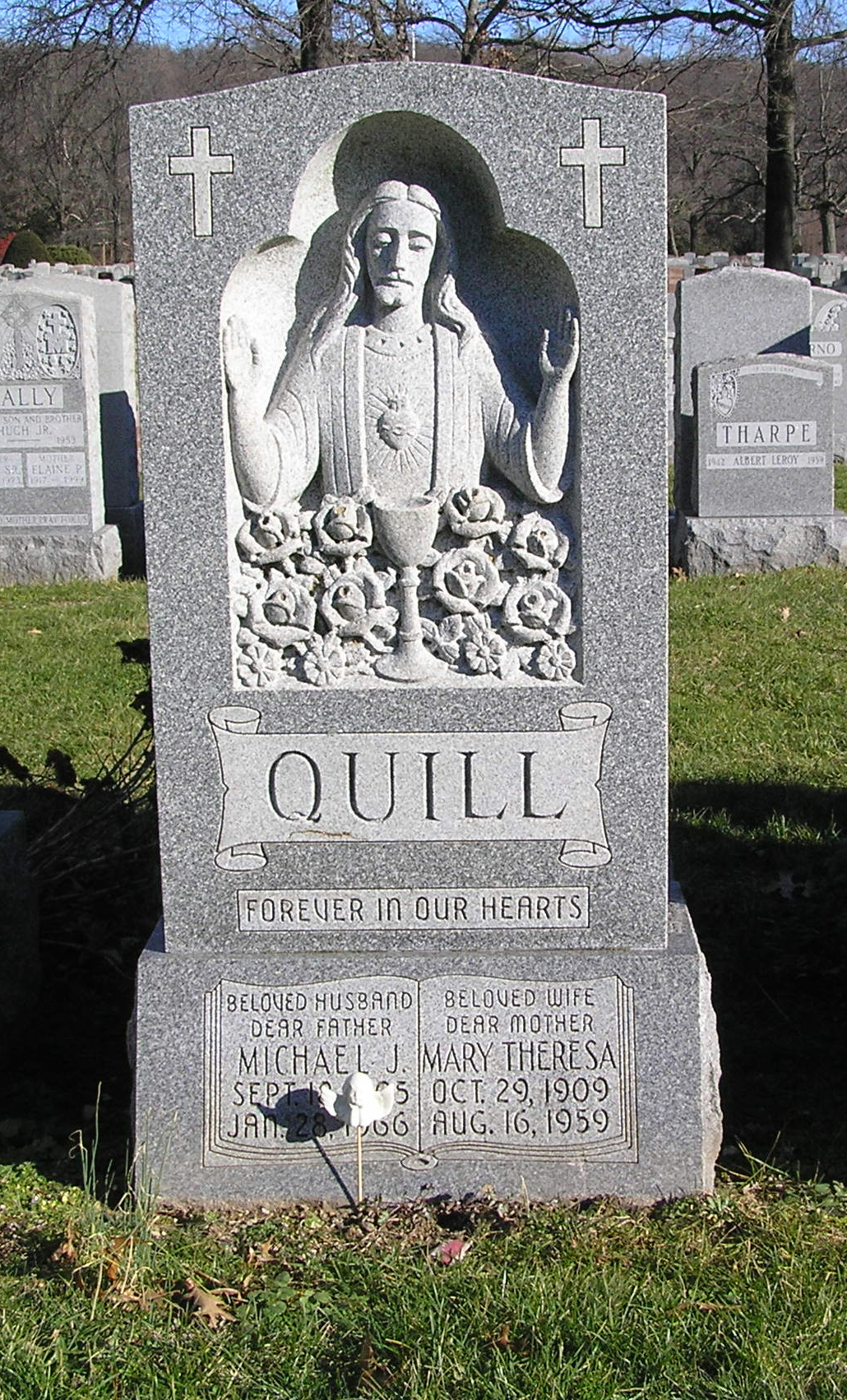
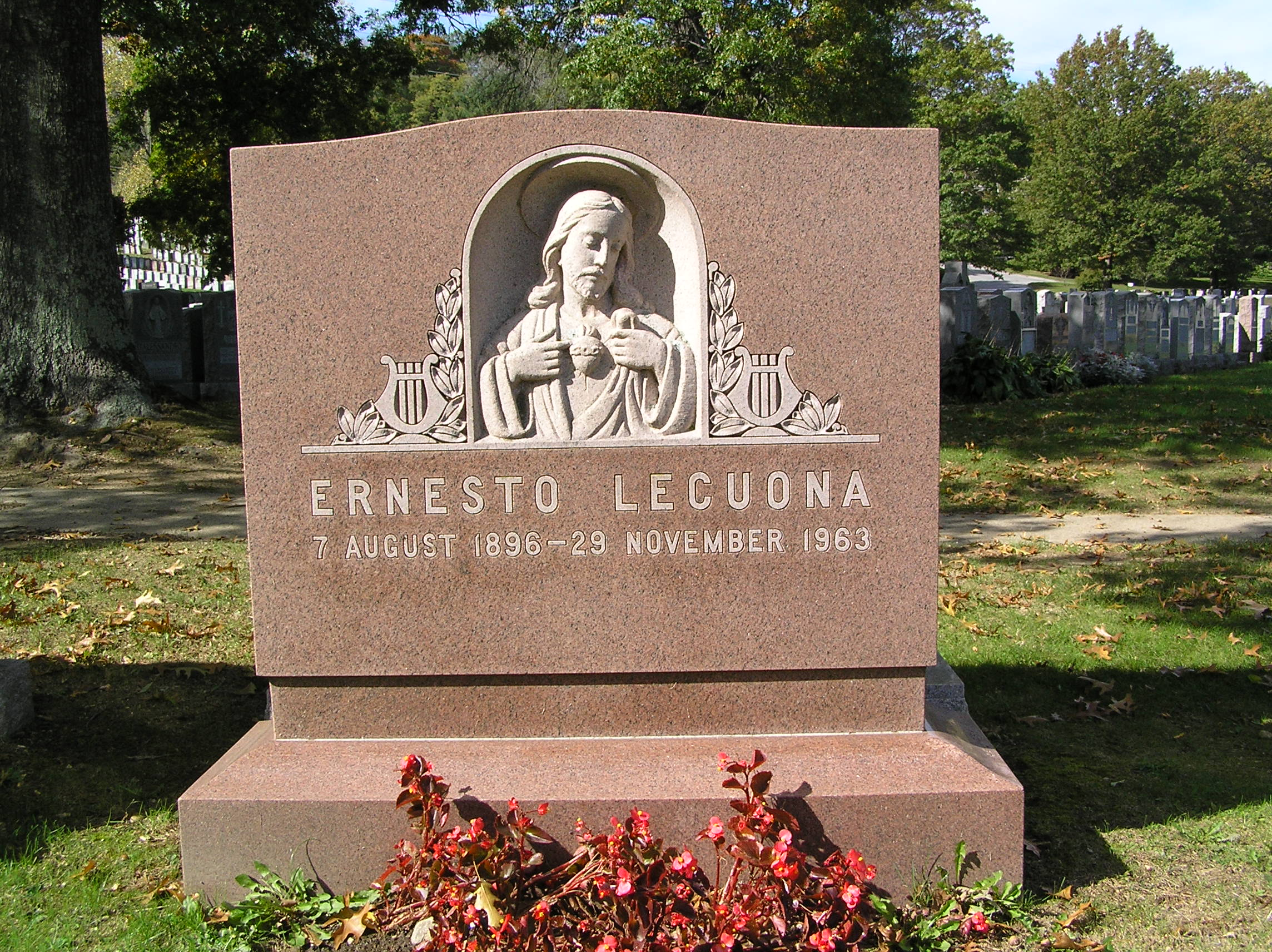
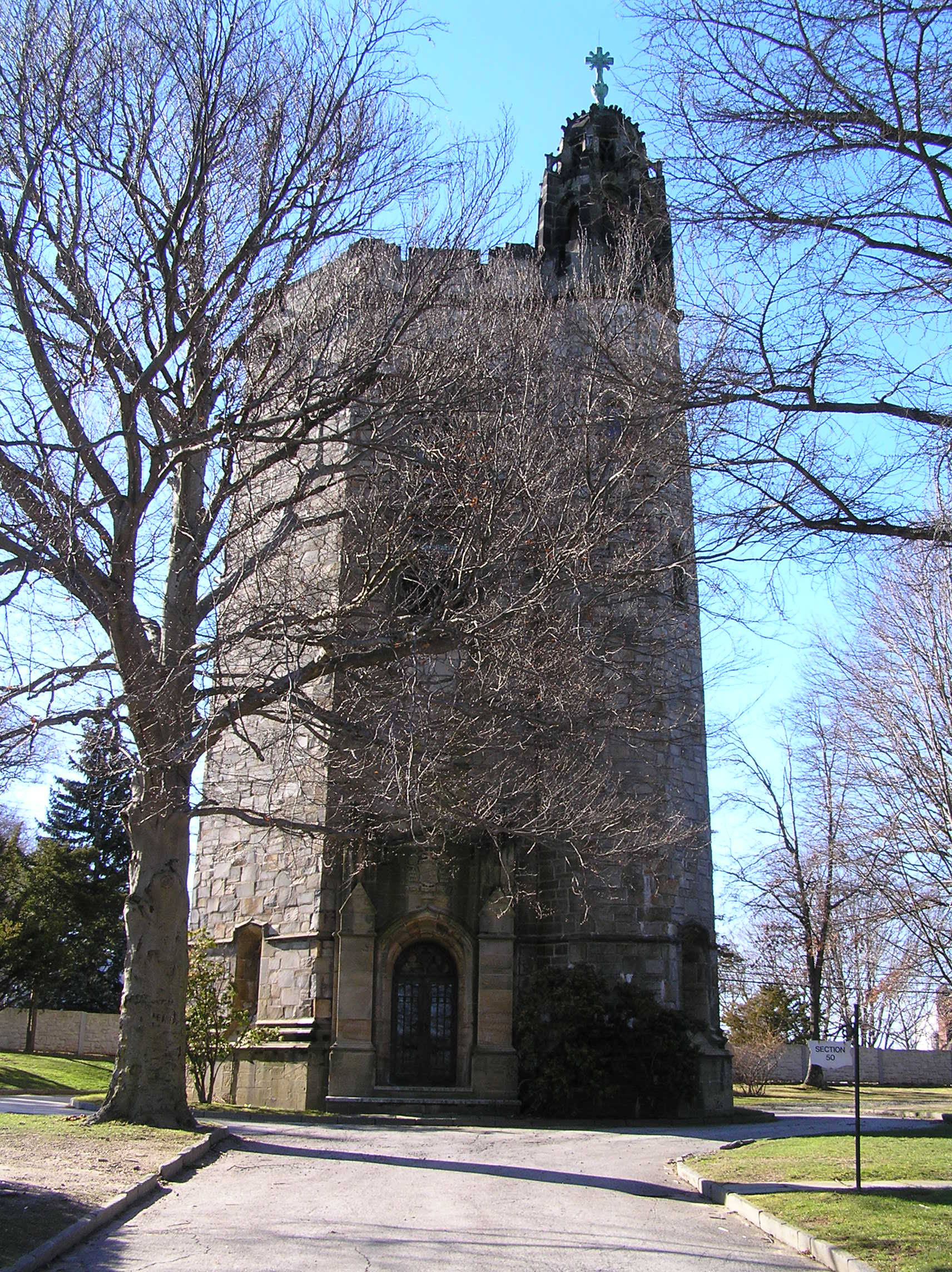

## Відомі особистості, які поховані на цвинтарі
- Фред Аллен (1894—1956) — американський комік.
- Ернесто Лєкуона (1895—1963) — кубинський композитор та піаніст-віртуоз.
- Сел Мінео (1939—1976) — американський актор театру і кіно, дворазовий номінант премії «Оскар» за найкращу чоловічу роль другого плану.
- Спірос Скурас (1893 —1971) — американський кіномагнат (родом з Греції).
- Бейб Рут (1895—1948) — американський бейсболіст, пітчер та аутфілдер, легенда американського спорту.
- Джеймс Кеґні (1899—1986) — один з найбільш затребуваних акторів класичного Голлівуду, удостоєний в 1942 році «Оскара» за найкращу чоловічу роль
- Чарльз Майкл Шваб (нар. 18 лютого 1862 — пом. 18 жовтня 1939) — американський підприємець, промисловий магнат. Під його керівництвом компанія «Bethlehem Steel» стала однією з найбільших металургійних компаній світу.
- Конде Наст (1873—1942) — засновник провідного американського видавничого дому Condé Nast Publications, відомого такими часописами, як «Vanity Fair», «Vogue» і «The New Yorker».
- Ектор Ґімар (1867—1942) — французький архітектор, дизайнер, представник мистецтва модерн.
- Джеймс Фарлі (1888—1986) — Генеральний поштмейстер США.
- Мері Хіггінс Кларк (1927—2020) — американська письменниця.
- Пітер Худжар (1934—1987) — американський фотограф.